# Магистрала 45 на САЩ
Магистрала 45 на САЩ (на английски: United States Route 45) е пътна магистрала, част от Магистралната система на Съединените щати преминаваща през щатите Алабама, Мисисипи, Тенеси, Кентъки, Илинойс, Уисконсин и Мичиган. Обща дължина: с магистрала 45W – 1289,7 мили (2075,1 km); с магистрала 45E – 1284,7 мили (2067,1 km), от които най-много в щата Илинойс 429,0 мили (630,4 km), най-малко – в щата Кентъки 51,9 мили (83,5 km).
Магистралата започва в центъра на крайбрежния град Мобил, разположен в южната част на щата Алабама. Насочва се на северозапад и след 100 km навлиза в югоизточната част на щата Мисисипи. Прекосява от юг на север източната част на щата на протежение от 291,0 мили (468,2 km), като преминава през 9 окръжни центъра и на 8 km северно от окръжния център Коринт преминава на територията на щата Тенеси. Тук минава през 3 окръжни центъра и северно от град Джаксън, в градчето Фервю се разделя на два клона – Магистрала 45W и Магистрала 45E.
- Магистрала 45W (обща дължина 61,0 мили, 98,1 km) продължава от град Фервю на север-северозапад, преминава през окръжните центрове Трентън и Юнион Сити и на границата с щата Кентъки се събира с Магистрала 45Е.
- Магистрала 45Е (обща дължина 56,0 мили, 90,1 km) продължава от град Фервю на север и без да преминава през никакви окръжни центрове на границата с щата Кентъки се събира с Магистрала 45W.

В щата Кентъки Магистрала 45 пресича крайната западна част на щата, като минава през градовете Мейфийлд и Падука, пресича река Охайо и навлиза в щата Илинойс. Тук тя прекосява целия щат от юг на север, минава през западните предградия на Чикаго, след което навлиза на територията на щата Уисконсин. Пресича източната част на щата на протежение от 462 km, като минава през 6 окръжни центъра, в т.ч. градовете Милуоки и Ошкош и на 30 km северно от град Ийгъл Ривър навлиза в северната част на щата Мичиган. Тук на протежение от 88 km пресича крайната северозападна част на щата и завършва на брега на Горно езеро, в центъра на град Онтонаган.
| Щат      | мили  | km    | Градове (центрове на окръзи), граници, реки и др. | Щат       | мили   | km     | Градове (центрове на окръзи), граници, реки и др. |
| -------- | ----- | ----- | ------------------------------------------------- | --------- | ------ | ------ | ------------------------------------------------- |
| Алабама  |       |       |                                                   |           | 51,9   | 83,5   | граница с Илинойс, р. Охайо                       |
|          | 0,0   | 0,0   | гр. Мобил                                         | Илинойс   | 513,9  | 826,9  |                                                   |
|          | 62,0  | 99,8  | граница с Мисисипи                                |           | 0,0    | 0,0    | граница с Кентъки, р. Охайо                       |
| Мисисипи | 62,0  | 101,4 |                                                   |           | 5,5    | 8,9    | гр. Метрополис                                    |
|          | 0,0   | 0,0   | граница с Алабама                                 |           | 30,5   | 49,1   | гр. Виена                                         |
|          | 20,0  | 32,2  | гр. Уесбъро                                       |           | 63,2   | 101,7  | гр. Харисбърг                                     |
|          | 47,0  | 75,6  | гр. Куитман                                       |           | 112,7  | 181,4  | гр. Феърфийлд                                     |
|          | 76,0  | 122,3 | гр. Меридиън                                      |           | 141,3  | 227,4  | гр. Луисвил                                       |
|          | 142,0 | 228,5 | гр. Мейкън                                        |           | 172,8  | 278,1  | гр. Ефингам                                       |
|          | 173,0 | 278,4 | гр. Кълъмбъс                                      |           | 223,2  | 359,2  | гр. Тускола                                       |
|          | 200,0 | 321,8 | гр. Абърдийн                                      |           | 248,2  | 399,4  | гр. Ърбана                                        |
|          | 240,0 | 386,2 | гр. Тюпълоу                                       |           | 273,4  | 444,0  | гр. Пакстън                                       |
|          | 267,0 | 429,6 | гр. Бунвил                                        |           | 325,7  | 524,2  | гр. Канкакий                                      |
|          | 286,0 | 460,2 | гр. Коринт                                        |           | 429,0  | 630,4  | граница с Уисконсин                               |
|          | 291,0 | 468,2 | граница с Тенеси                                  | Уисконсин | 942,9  | 1517,1 |                                                   |
| Тенеси   | 353,0 | 568,0 |                                                   |           | 0,0    | 0,0    | граница с Илинойс                                 |
|          | 0,0   | 0,0   | граница с Мисисипи                                |           | 31,0   | 49,9   | гр. Милуоки                                       |
|          | 14,0  | 22,5  | гр. Селмър                                        |           | 59,0   | 94,9   | гр. Уест Бенд                                     |
|          | 31,0  | 49,9  | гр. Хенсерсън                                     |           | 91,0   | 146,4  | гр. Фон дъ Лак                                    |
|          | 42,0  | 67,6  | гр. Джаксън                                       |           | 111,0  | 178,6  | гр. Ошкош                                         |
|          | 53,0  | 85,3  | гр. Фервю ← * →                                   |           | 208,0  | 334,7  | гр. Антиго                                        |
|          | 61,0  | 98,1  | , Фервю – граница с Кентъки                       |           | 267,0  | 429,6  | гр. Ийгъл Ривър                                   |
|          | 56,0  | 90,1  | , Фервю – граница с Кентъки                       |           | 287,0  | 461,8  | граница с Мичиган                                 |
|          | 109,0 | 175,4 | граница с Кентъки, → ←                            | Мичиган   | 1229,9 | 1978,9 |                                                   |
| Кентъки  | 462,0 | 743,4 |                                                   |           | 0,0    | 0,0    | граница с Уисконсин                               |
|          | 0,0   | 0,0   | граница с Тенеси, → ←                             |           | 54,8   | 88,1   | гр. Онтонаган                                     |
|          | 23,7  | 38,2  | гр. Мейфийлд                                      | Общо      | 1284,7 | 2067,1 |                                                   |
|          | 48,9  | 78,7  | гр. Падука                                        |           |        |        |                                                   |